# Spectroscopie de diffusion d'ions
Pour les articles homonymes, voir ISS.
La spectroscopie de diffusion d'ions (Ion Scattering Spectroscopy (ISS), en anglais) est une technique d'analyse élémentaire par spectroscopie, se rapprochant de la spectrométrie de masse des ions secondaires (SIMS).
Elle sert à caractériser la composition chimique et la structure des matériaux en surface.
Par la conservation des moments cinétiques, il est possible de déduire la masse atomique relative (M2) de l'atome affecté par l'ion, à partir des caractéristiques connues (masse atomique relative de l'ion M1, énergie cinétique de "départ" de l'ion E0) et obtenues par l'expérience (énergie cinétique ES de l'ion dans le faisceau dispersé).
Elle est également nommée spectroscopie de diffusion d'ions à faible énergie (Low-Energy Ion Scattering (LEIS), en anglais) l'énergie du faisceau d'ions étant très faible. Les techniques spectroscopie de diffusion d'ions à énergie moyenne (Medium-Energy Ion Scattering (MEIS), en anglais) et spectroscopie de diffusion d'ions à haute énergie (High-Energy Ion Scattering (HEIS) ou Rutherford Backscattering Spectroscopy (RBS) en anglais) fonctionnent sur le même principe, mais avec des énergies plus élevées (entre 20 et 200 keV pour le MEIS, de l'ordre du MeV pour le HEIS/RBS).

## Histoire
En 1967, un article de David P. Smith dans le Journal of Applied Physics, Scattering of Low-Energy Noble Gas Ions from Surfaces, fait mention pour la première fois d'une technique d'analyse surfacique avec des ions de gaz rares. Il remarqua que les ions He+, Ne+ et Ar+ et l'atome de l'échantillon cible avaient une interaction équivalant à une collision binaire et élastique, les ions multi-chargés quant à eux ne sont pas détectés. 
Par la suite, la technique s'est développée, notamment à travers les articles d'Edmund Taglauer et W. Heiland, de l'Institut Max Planck, et de H. H. Brongersma.

## Principes
La technique ISS consiste à mesurer l'énergie cinétique des ions dispersés, après avoir envoyé un faisceau monoénergétique de ces ions sur une surface dont nous voulons connaître la nature.
Une source d'ions envoie un faisceau, avec une énergie située entre 200 eV et 2/3 keV, sur l'échantillon à analyser sous un certain angle

### Calculs
Soient les valeurs suivantes :
- {\displaystyle m_{1}} : Masse atomique relative de l'ion du faisceau
- {\displaystyle m_{2}} : Masse atomique relative de l'atome de surface de l'échantillon
- {\displaystyle E_{0}={\frac {1}{2}}m_{1}v_{0}^{2}} : Énergie cinétique de l'ion incident du faisceau monoénergétique (ion primaire)[2]
- {\displaystyle E_{1}={\frac {1}{2}}m_{1}v_{1}^{2}} : Énergie cinétique finale de l'ion diffusé (ion secondaire)
- {\displaystyle E_{2}={\frac {1}{2}}m_{2}v_{2}^{2}} : Énergie cinétique pour l'atome percuté dl'échantillon en surface
- {\displaystyle \theta _{1}} : Angle de diffusion de l'ion après l'impact sur l'échantillon
- {\displaystyle \theta _{2}} : Angle formé par le déplacement de l'atome percuté

En utilisant le principe de la conservation de l'énergie et du moment, qui régie les collisions élastiques de deux particules, nous avons comme égalités :
{\displaystyle E_{0}=E_{1}+E_{2}}, soit {\displaystyle {\frac {1}{2}}m_{1}v_{0}^{2}={\frac {1}{2}}m_{1}v_{1}^{2}+{\frac {1}{2}}m_{2}v_{2}^{2}}
et {\displaystyle m_{1}v_{0}=m_{1}v_{1}\cos \theta _{1}+m_{2}v_{2}\cos \theta _{2}}
Le rapport {\displaystyle {\frac {E_{1}}{E_{0}}}} se calcule ainsi, par trigonométrie :
{\displaystyle {\frac {E_{1}}{E_{0}}}={\Biggl [}{\frac {m_{1}\cos \theta _{1}\pm [m_{2}^{2}-m_{1}^{2}\sin ^{2}\theta _{1}]^{\frac {1}{2}}}{m_{1}+m_{2}}}{\Biggr ]}^{2}}
Il en va de même pour le rapport {\displaystyle {\frac {E_{2}}{E_{0}}}} :
{\displaystyle {\frac {E_{2}}{E_{0}}}={\frac {4m_{1}m_{2}\cos ^{2}\theta _{1}}{(m_{1}+m_{2})^{2}}}}Le rapport {\displaystyle {\frac {E_{1}}{E_{0}}}} est presque exclusivement utilisé dans les études et est calculé ainsi :
{\displaystyle {\frac {E_{1}}{E_{0}}}={\Biggl [}{\frac {\cos \theta +{\sqrt {\mu ^{2}-\sin ^{2}\theta }}}{1+\mu }}{\Biggr ]}^{2}} avec {\displaystyle \theta =\theta _{1}} et lorsque {\displaystyle \mu ={\frac {m_{2}}{m_{1}}}\geq 1}.
Nous connaissons les données {\displaystyle E_{0}} et {\displaystyle m_{1}}(énergie et masse des ions du faisceau incident), comme l'angle d'incidence {\displaystyle \theta }. Il est alors possible de corréler {\displaystyle E_{1}} avec {\displaystyle m_{2}}, par l'intermédiaire de {\displaystyle \mu } et permet de déduire la composition de la surface de l'échantillon.

### Avantages
L'utilisation d'ions hélium He+ est privilégié pour éviter la contamination de la surface. Le néon, l'argon et les autres gaz inertes peuvent être néanmoins être utilisés pour des analyses particulières, en tant que gaz source.
Du fait de la faible énergie des ions du faisceau (entre 200 et 3 000 eV), afin d'éviter une modification importante de la surface ciblée, la technique d'analyse est également appelée spectroscopie de diffusion d'ions à faible énergie (LEIS). Cela évite les effets des oscillations de phonons par exemple.
À ces niveaux d'énergie, les ions primaires ont des longueurs d'onde très faibles par rapport aux distances interatomiques : pour 1 000 eV, {\displaystyle \lambda _{He+}}= 0,4 × 10−3 nm (0,4 × 10−2 Å) et {\displaystyle \lambda _{Ne+}} = 0,2 × 10−3 nm (0,2 × 10−2 Å). Ces données montrent qu'il n'y a pas d'effet de diffraction, et donc descriptible par les équations de la mécanique classique.
L'intérêt de cette technique est le temps d'interaction. Les temps des phonons du solide analysés sont de l'ordre de la picoseconde (10−12 s) ou du dixième de picoseconde ; quant aux temps d'interaction des ions primaires avec les atomes de l'échantillon, ils sont de l'ordre de la femtoseconde (10−15 s), soit de 100 à 1 000 fois plus rapide que ceux des phonons. Ce qui signifie qu'un seul atome sera percuté par les ions incidents,
Les pics obtenus après analyse correspondent pour les plus énergétiques aux atomes les plus lourds, les moins énergétiques aux plus légers. Cette simplicité permet d'effectuer une analyse qualitative intéressante pour les études avec cette technique.
En utilisant des ions plus lourds que He+, il est possible de distinguer les isotopes d'un élément.

### Limites
L'ISS est une technique qui récupère les informations de la surface de l'échantillon, les signaux de diffusion les plus forts proviennent de la toute première couche d'atomes, ce qui la rend très sensible.
L'analyseur en énergie, partie qui récupère les ions après diffusion, doit avoir une résolution de l'ordre de quelques eV. Les analyseurs cylindriques et hémisphériques sont obligatoires ici
De plus, la spectroscopie de diffusion d'ions reste une méthode dite destructive, car elle peut provoquer l'arrachement de l'atome de surface.